# Judy (chienne)
Pour les articles homonymes, voir Judy.
Judy, née en 1936 et morte le 17 février 1950 en Tanzanie, est une chienne, mascotte militaire des navires HMS Gnat et HMS Grasshopper stationnés sur le Yangzi Jiang avant et pendant la Seconde Guerre mondiale. Capable d'entendre les avions arrivants, elle fournit à l'équipage un avertissement précoce d'une potentielle attaque. Présente sur le Grasshopper en 1939, lorsque le navire est envoyé à Singapour après la déclaration de guerre du Royaume-Uni à l'Allemagne. Elle est  à bord du navire pendant la bataille de Singapour et pendant le départ du navire vers les Indes orientales néerlandaises. Le Grasshopper est coulé avant d'atteindre sa destination et Judy échappe par chance à la mort.
Avec l'équipage survivant sur une île déserte, Judy réussi à trouver une source d'eau douce providentielle. Ils parviennent à atteindre Singkep dans les Indes néerlandaises puis Sumatra. L'équipage arrive un jour après que le dernier navire britannique ne quitte l'île, et tous sont faits prisonniers de guerre par les Japonais. Adoptée par Frank Williams, un aviateur, ce dernier convainc le commandant du camp d'inscrire la chienne comme un prisonnier de guerre officiel. Elle devient donc le seul chien à être enregistré comme  prisonnier de guerre pendant la Seconde Guerre mondiale. Judy déménage plusieurs fois de camp de prisonnier et survit à un nouveau naufrage de navire. Après la guerre, elle est clandestinement ramenée  au Royaume-Uni. 
Elle reçoit la médaille Dickin par le People's Dispensary for Sick Animals, décoration considérée comme la croix de Victoria des animaux. Elle meurt d'une tumeur, après avoir voyagé avec Williams là pour travailler sur un régime alimentaire de l'arachide. Sa médaille et son collier sont présentés à l'Imperial War Museum de Londres dans le cadre de l'exposition The Animal's War.